# Rakaia collaris
Rakaia collaris is een hooiwagen uit de familie Pettalidae.